# David Loosli
David Loosli (Bern, 8 mei 1980) is een Zwitsers voormalig wielrenner.

## Belangrijkste overwinningen
2002
- 6e etappe Thüringen-Rundfahrt (U23)

2003
- 3e etappe Flèche du Sud
- Eindklassement Flèche du Sud
- Bern - Oberbottigen

2004
- 8e etappe Vredeskoers

2006
- Sprintklassement Ronde van Romandië

2009
- Sprintklassement Ronde van Polen

## Resultaten in voornaamste wedstrijden
| Jaar | Ronde van Italië | Ronde van Frankrijk | Ronde van Spanje |
| ---- | ---------------- | ------------------- | ---------------- |
| 2004 |                  | 105e                |                  |
| 2005 |                  | 99e                 |                  |
| 2006 |                  |                     | 63e              |
| 2007 |                  |                     | 85e              |
| 2008 | 63e              |                     |                  |
| 2009 |                  | 53e                 |                  |
| 2010 | opgave           |                     |                  |
| 2011 |                  | 58e                 |                  |

| Jaar | Milaan-San Remo | Gent-Wevelgem | Amstel Gold Race | Luik-Bast.‑Luik |  | WK op de weg |  | Wereldranglijsten |
| ---- | --------------- | ------------- | ---------------- | --------------- |  | ------------ |  | ----------------- |
| 2004 |                 |               |                  |                 |  |              |  |                   |
| 2005 |                 |               | 79e              | 59e             |  |              |  |                   |
| 2006 |                 | 108e          |                  |                 |  | 104e         |  | 191e (UPT)        |
| 2007 |                 |               |                  |                 |  |              |  |                   |
| 2008 |                 |               |                  |                 |  | opgave       |  | 79e (UPT)         |
| 2009 | 58e             |               |                  |                 |  |              |  |                   |
| 2010 |                 |               | 49e              | 102e            |  |              |  | 242e (UWK)        |
| 2011 |                 |               | 105e             |                 |  |              |  |                   |